# Henry Everard
Pour les articles homonymes, voir Everard.
Henry Breedon Everard (né le 21 février 1897 et mort le 7 août 1980) est un ingénieur ferroviaire et administrateur britannique ayant été momentanément Président de Rhodésie (en) lors de la déclaration unilatérale d'indépendance de la Rhodésie.

## Biographie
Everard nait à Barnet (Royaume-Uni). Il fréquente le Marlborough College, puis le Trinity College (Cambridge), d'où il obtient un diplôme en 1922. Au cours de la Première Guerre mondiale, il sert dans la brigade des fusiliers britannique en France, où il est blessé au combat. Il atteint le grade de Captain.
À partir de 1922, il travaille comme ingénieur ferroviaire, mais est rappelé à servir sous les drapeaux lors du début de la Seconde Guerre mondiale, cette fois dans les Sherwood Foresters (en). Fait prisonnier par les forces allemandes, il reçoit par la suite l'ordre du Service distingué et atteint le grade de lieutenant-colonel. À son retour de la guerre, il devient administrateur pour la British Rail.
En 1953, Everard déménage à Bulawayo, Rhodésie du Sud, pour devenir directeur général de Rhodesia Railways (en), poste qu'il occupe cinq ans avant de prendre sa retraite. Il soutient le Front rhodésien ainsi que Clifford Dupont. Après la déclaration d'indépendance, Everard est président par intérim à trois occasions entre 1975 et 1979.